# 中華丼

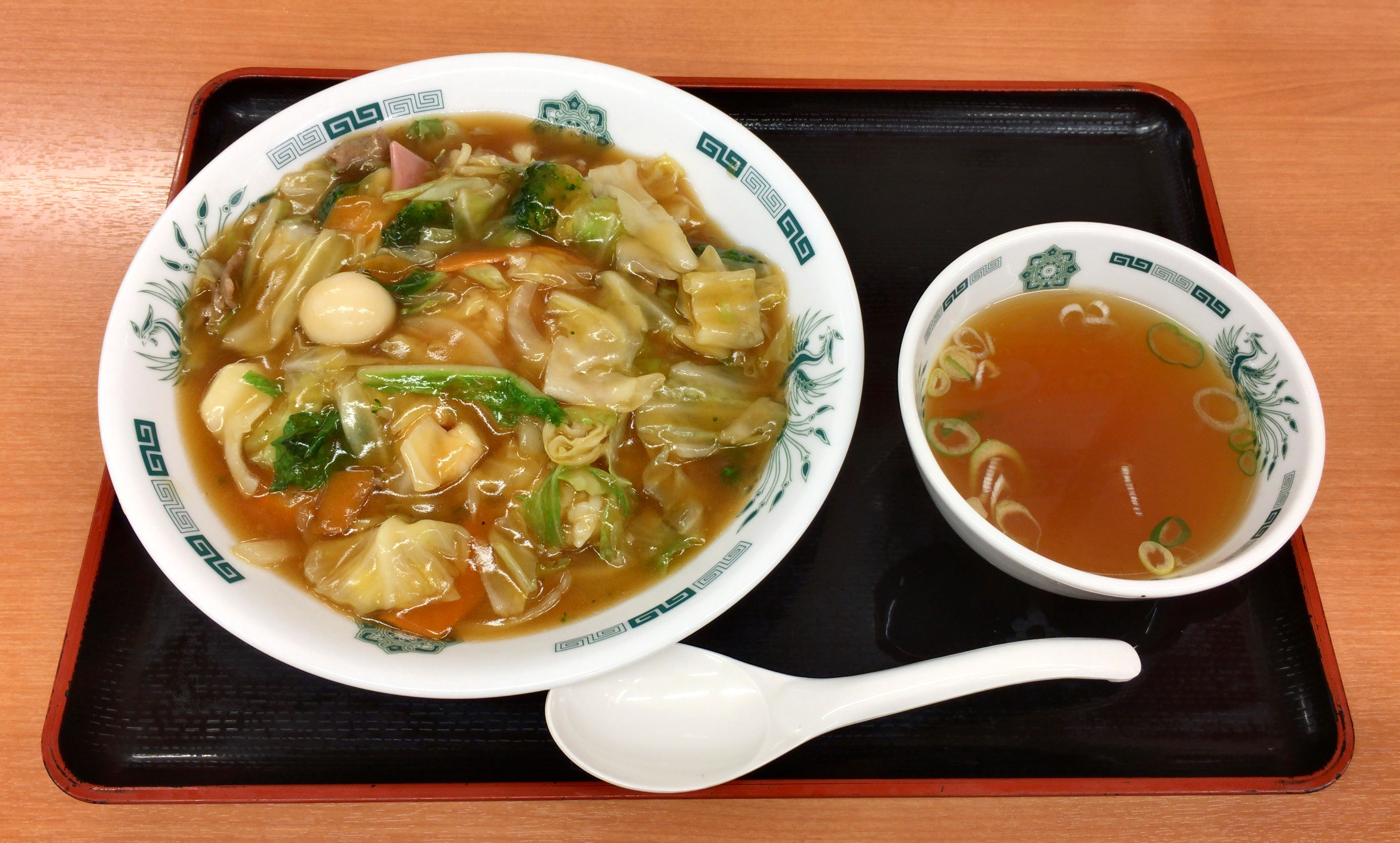
中華丼

中華丼（日语：／），意思為「中式燴飯」，是日本仿傚中国菜的料理。據說從昭和时代開始，中華料理店在米飯上面澆上八寶菜做成员工餐，成为日式中華蓋飯的前身。

## 制作方法
- 在炒菜鍋裏加油，加上豬肉，及各種蔬菜（洋蔥、青椒、白菜、筍等），要按順序炒至半熟。
- 再加高湯慢火燉煮，最後再用太白粉加水芶芡，煮熟起鍋後，將含芶芡的漿汁，倒在飯上面。